# Камил Адамс
Камил Адамс (енгл. Cammile Adams; Хјустон, 11. септембар 1991) америчка је пливачица чија специјалност је пливање делфин стилом на 100 и 200 метара.
У два наврата је била делом Америчког олимпијског тима, на Играма 2012. у Лондону и 2016. у Рију, а на оба такмичења наступала је искључиво у дисциплини 200 метара делфин. У Лондон се пласирала као победница националног изборног такмичења које је одржано у Омахи, док је на истом такмичењу у дисциплини 400 мешовито била трећа. У Лондону је на 200 метара делфин заузела 5. место са временом од 2:06.78 минута. Четири године касније у Рио де Жанеиру у финалу исте дисциплине осваја 4. место испливавши лични рекорд од 2:05.90 минута, а свега 7 стотих делова секунде је делило од бронзане медаље.
Највећи успех у каријери остварила је на Светском првенству 2015. у руском Казању где је у својој примарној дисциплини 200 делфин освојила сребрну медаљу.